# Lecture Notes in Mathematics
Lecture Notes in Mathematics est une collection de livres dans le domaine des mathématiques, comprenant des articles liés à la fois à la recherche et à l'enseignement. Elle a été créée en 1964 et dirigée par Albrecht Dold (université de Heidelberg) et Beno Eckmann (École polytechnique fédérale de Zurich). L'éditeur de la collection est Springer Science+Business Media (auparavant Springer-Verlag).
L'objectif de cette série est de publier non seulement des notes de cours, mais aussi des résultats provenant de séminaires et de conférences, plus rapidement que le processus consistant à publier des articles de revues mathématiques raffinés, qui s'étale sur plusieurs années. Pour gagner du temps dans la publication, les premiers volumes de la série sont (bien avant l'édition numérique) reproduits photographiquement à partir de manuscrits dactylographiés. D'après Earl Taft, la collection a connu « un énorme succès » et « est considérée comme un service très précieux pour la communauté mathématique ».
En 2023, la série compte plus de 2 300 volumes.